# 何盈
何盈（?—?），唐朝政治人物，杨国忠的门客。
杨国忠担任宰相，安禄山遥领内外闲厩使，于是以兵部侍郎吉温知留后，兼御史中丞、京畿采访使，暗查朝廷动静。杨国忠于是派门客蹇昂、何盈寻找安禄山隐秘之事，让京兆尹李峴围捕他的家宅，发现李超、安岱、李方來、王岷等参与安禄山阴谋的事情。派侍御史郑昂将他们缢杀于御史台。杨国忠奏贬吉温到合浦郡，来激怒安禄山。安禄山上書自陳，列举杨國忠大罪二十。唐玄宗怕安禄山造反，歸過於李峴，貶李峴為零陵郡太守，来安慰安祿山。随后，天宝十四载（755年）十一月，安禄山在范阳郡叛乱。